# James A. Weston

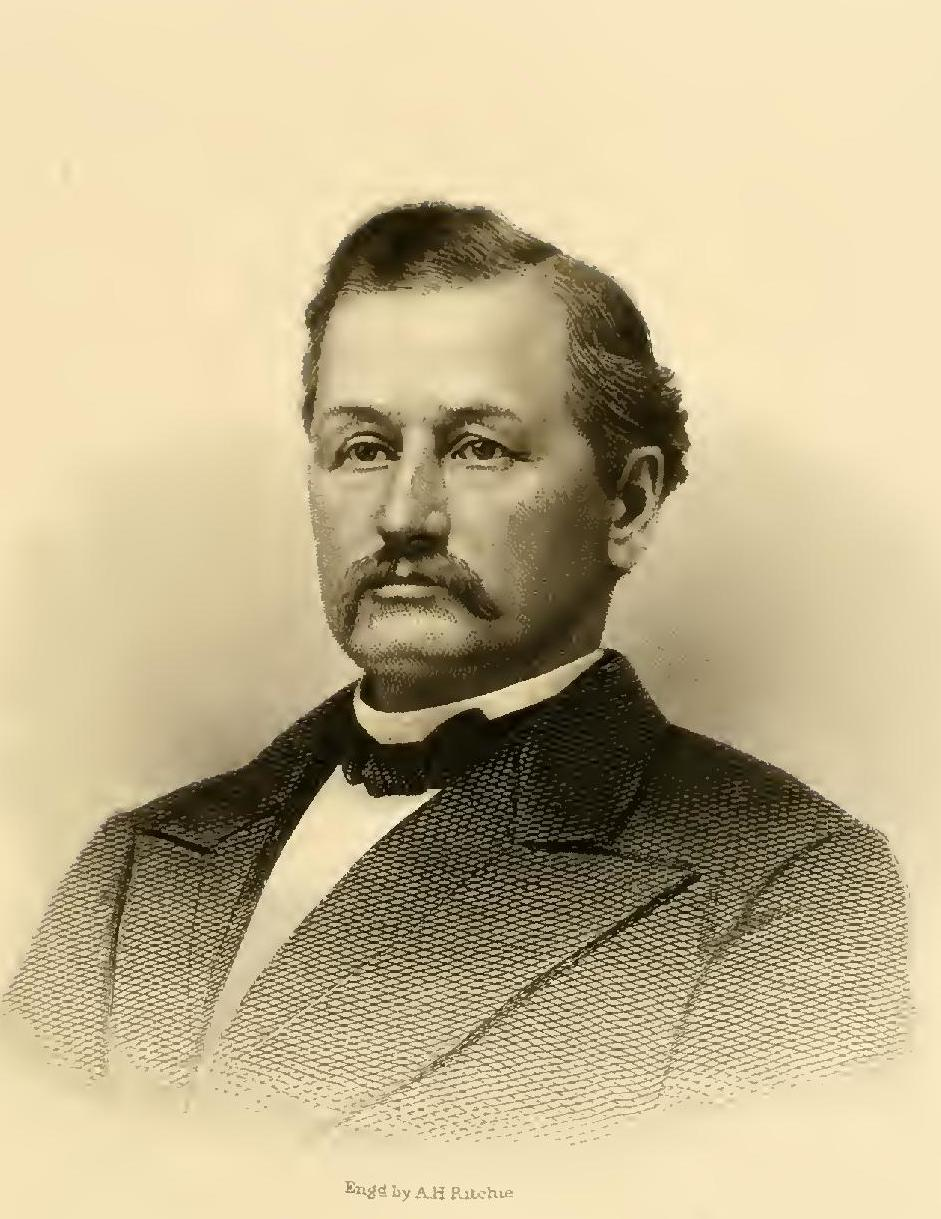
James Adams Weston

James Adams Weston (* 27. August 1827 in Manchester, New Hampshire; † 8. Mai 1895 ebenda) war ein US-amerikanischer Politiker und von 1871 bis 1872 sowie zwischen 1874 und 1875 Gouverneur des Bundesstaates New Hampshire.

## Frühe Jahre
James Weston besuchte die Manchester Academy und dann die Piscataquog Academy, an der er Maschinenbau studierte. Seit 1846 arbeitete Weston für die Concord-Railroad-Eisenbahngesellschaft. Schon drei Jahre später war er als Chief Engineer im Vorstand der Gesellschaft. Nach seiner Rückkehr nach Manchester blieb er weiterhin im Vorstand einiger Eisenbahngesellschaften und half beim Aufbau der Wasserversorgung dieser Stadt.

## Politische Laufbahn
James Weston war Mitglied der Demokratischen Partei. Zwischen 1861 und 1870 war er mehrfach Bürgermeister der Stadt Manchester. Im Jahr 1871 wurde er zum Gouverneur seines Staates gewählt. Er trat sein neues Amt am 14. Juni 1871 an. In der nun folgenden einjährigen Amtszeit bis zum 6. Juni 1872 konnte er als Gouverneur wenig bewegen. Er musste sich mit einer oppositionellen Mehrheit in der Legislative auseinandersetzen. Damit blockierten sich Gouverneur und Parlament gegenseitig. Die folgenden beiden Wahlen verlor Weston dann gegen den Kandidaten der Republikanischen Partei, Ezekiel A. Straw. In der Folge war er 1874 nochmals Bürgermeister von Manchester.
In diesem Jahr wurde er dann zum zweiten Mal zum Gouverneur von New Hampshire gewählt. In seiner zweiten Amtszeit, die am 3. Juni 1874 begann und am 10. Juni 1875 endete, hatte der Gouverneur eine demokratische Mehrheit in der Legislative. Nun folgte er dem schlechten Beispiel der vorherigen republikanischen Regierungen und berief seine Parteifreunde in wichtige Staats- oder Justizämter. In dieser Zeit kam es auch zu einer Zusammenlegung einiger Eisenbahngesellschaften des Staates. In seinem Wahlkampf hatte der Gouverneur eine Gesetzesreform hinsichtlich des Umgangs mit Alkohol versprochen, die aber nicht zu Stande kam. Bis 1913 war James Weston der letzte Gouverneur von New Hampshire, der der Demokratischen Partei angehörte.

## Weiterer Lebenslauf
Nach dem Ende seiner Amtszeit zog sich Weston aus der Politik zurück. Er widmete sich seinen zahlreichen geschäftlichen Interessen, wozu die Eisenbahnen, das Versicherungs- und das Bankgewerbe gehörten. Gouverneur Weston starb im Jahr 1895. Mit seiner Frau Anna S. Gilmore hatte er fünf Kinder.